# Reute
Reute (psáno také jako Reute AR pro odlišení od jiných stejnojmenných sídel) je obec ve švýcarském kantonu Appenzell Ausserrhoden. Nachází se v severovýchodní části kantonu, asi 22 kilometrů severovýchodně od Herisau, v nadmořské výšce 703 metrů. Žije zde 688 obyvatel. 

## Geografie
Reute se nachází mezi Heidenem a Rebsteinem, nad údolím Rýna. Území obce má tvar půlměsíce a rozděluje obec (okres) Oberegg v kantonu Appenzell Innerrhoden na dvě poloviny. Reute se dělí na tři místní části: Mohren (nad Rebsteinem), Reute (nad Berneckem) a Schachen (pod obcí Oberegg), přičemž Schachen prakticky urbanisticky srostl s Obereggem.
Centrum obce se nachází v nadmořské výšce 703 m, nejvyšší bod leží v 1028 m n. m. a nejnižší v 539 m n. m. Rozloha obce je 494 ha, z toho 30 ha tvoří osídlená půda, 201 ha zemědělská půda a 263 ha lesní půda.

## Historie

Reute (1970)

Obce na Dolním Hirschbergu (Walzenhausen a Heiden) a obce na Horním Hirschbergu (Oberegg a Reute) mají ve svém znaku jelena. To naznačuje, že zalesněný svah byl kdysi loveckým revírem. Horní Hirschberg byl osídlován přibližně od 14. století z údolí Rýna. Za první zmínku o obci se dnes považuje zmínka o statku uf Hirsperg z roku 1366. Po appenzellských válkách připadla oblast Horního Hirschbergu k Rhodu Trogen a tím k nové zemi Appenzell. Přesto obyvatelé zůstali členy církve v údolí Rýna až do roku 1688.
Reformace, která v roce 1597 vedla k rozdělení země mezi Innerrhoden a Ausserrhoden, vytvořila v oblasti Horního Hirschbergu složité poměry: rozhodčí soud, který jmenoval Tagsatzung, přidělil majetek katolických rodin ve Innerrhodenu rodinám reformovaných v Ausserrhodenu. Tato mozaika byla navíc dynamická, protože sňatek nebo prodej mohl vést ke změně kantonu statku. Spor o hranice trval až do přelomu let 1869/70, kdy byly hranice mezi Obereggem (v Innerrhodenu) a Reute (v Ausserrhodenu) definitivně stanoveny spolkovým dekretem. Výměnou statků vznikly přilehlé obecní oblasti.
Historie politické obce Reute začíná historií farnosti v roce 1687. Do té doby patřily vesnice Schachen a Dorf k farnosti Berneck, Mohren k farnosti Marbach. V roce 1688 byl na statku Rüti vysvěcen vlastní reformovaný kostel Reute, fara a první školní třída.
Roztříštěnost obce však měla značný vliv například na zásobování vodou, protože na území obce Oberegg se nacházely prameny nebo zde muselo být položeno potrubí. Další potíže představovala výstavba silnic: spojovací silnice Oberegg – Reute – Berneck mohla být naplánována až po vydání spolkového nařízení z roku 1870 a postavena do roku 1874. Spojení přes Mohren do Marbachu bylo dokončeno v roce 1885.
Nárůst počtu obyvatel v oblasti s převahou zemědělství od poloviny 19. století lze přičíst rozmachu textilního průmyslu. Reute se však nikdy nestalo průmyslovou lokalitou. Dnes je obec ceněna především jako klidné a slunné místo k bydlení s výhledem; většina obyvatel dojíždí za prací do údolí Rýna v St. Gallenu.

## Obyvatelstvo

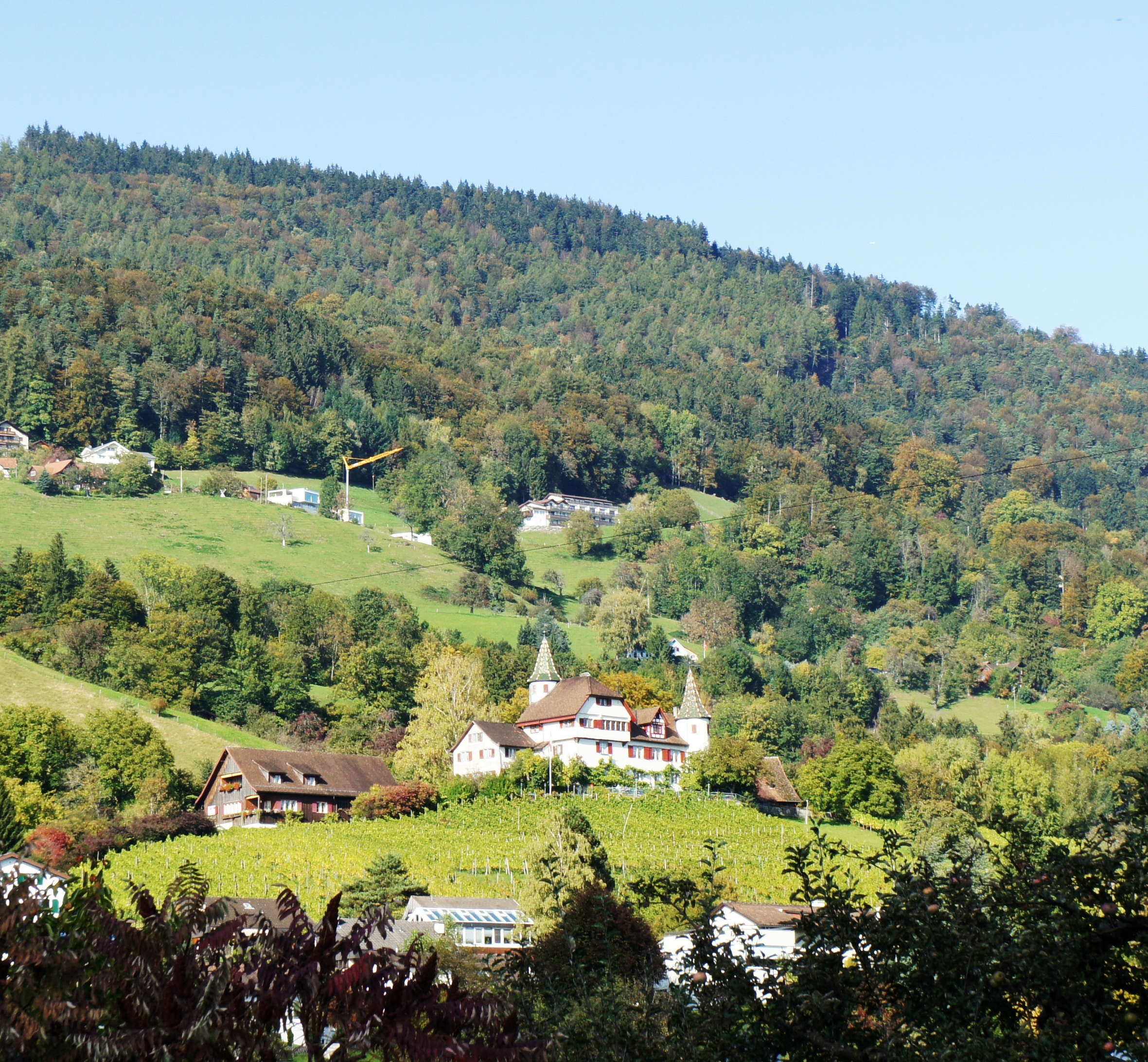
Mohren

| Vývoj počtu obyvatel | Vývoj počtu obyvatel | Vývoj počtu obyvatel | Vývoj počtu obyvatel | Vývoj počtu obyvatel | Vývoj počtu obyvatel | Vývoj počtu obyvatel | Vývoj počtu obyvatel | Vývoj počtu obyvatel | Vývoj počtu obyvatel | Vývoj počtu obyvatel | Vývoj počtu obyvatel | Vývoj počtu obyvatel | Vývoj počtu obyvatel | Vývoj počtu obyvatel | Vývoj počtu obyvatel | Vývoj počtu obyvatel |
| -------------------- | -------------------- | -------------------- | -------------------- | -------------------- | -------------------- | -------------------- | -------------------- | -------------------- | -------------------- | -------------------- | -------------------- | -------------------- | -------------------- | -------------------- | -------------------- | -------------------- |
| Rok                  | 1667                 | 1734                 | 1799                 | 1850                 | 1870                 | 1888                 | 1900                 | 1920                 | 1941                 | 1960                 | 1980                 | 1990                 | 2000                 | 2010                 | 2020                 | 2022                 |
| Počet obyvatel       | 523                  | 700                  | 520                  | 819                  | 943                  | 965                  | 1101                 | 1001                 | 862                  | 748                  | 594                  | 660                  | 716                  | 667                  | 703                  | 694                  |

## Hospodářství
Zemědělství se zaměřuje především na chov dobytka, pěstuje se také ovoce. V roce 1826 bylo v Reutě také stále ještě deset vinařů, v roce 2022 bylo v zemědělství zaměstnáno necelých 15 % pracovní síly.
V průběhu 16. století se začal prosazovat textilní průmysl. Zpočátku převládal obchod s plátnem. Oblast je vhodná pro pěstování lnu a předení a tkaní se provádělo doma. S rozšířením tkalcovství mušelínu a bavlněných látek kolem roku 1870 získalo na významu také vyšívání. V Reute a Walzenhausenu se vyráběl především jednoduchý mušelín střední kvality a vyšívané a šité zboží, později stále více také hedvábné pytloviny. V roce 1890 bylo v Reute 6 výrobců s celkem 71 vyšívacími stroji, kteří zaměstnávali 122 lidí. V domácké výrobě pracovalo 186 ručních tkalců a 10 vyšívaček řetízkovým stehem a 224 nekvalifikovaných dělníků. Tato čísla ukazují přesun textilního průmyslu do továren. Odrážejí také zlatý věk, který poskytoval práci a mzdu mnoha lidem: v textilním průmyslu bylo zaměstnáno až 60 % obyvatelstva. V roce 1922 se však průmysl téměř úplně zastavil.

## Doprava
Reute je napojeno na veřejnou dopravu dvěma poštovními autobusovými linkami: Heiden – Reute – Altstätten a Heiden – Reute – Berneck-Heerbrugg. Ve večerních hodinách slouží cestujícím PubliCar Oberegg–Reute (autobus na zavolání), který jezdí podle potřeby.